# 水城ありさ
水城 ありさ（みずき ありさ）は、日本の女性声優。主にアダルトゲームに声をあてている。

## 出演
太字は主役・メインキャラクター。

### アダルトゲーム
- Fの封印（2003年、麻生玲奈）
- 夏色小町（2003年、柊なぎさ[1]）
- 雨のち晴れのち こみっくアイランド（2003年、神無月未来）
- 1/2 BLOOD（2003年、福田佳代子）
- 七巴の剣 くのいち淫の章（2003年、弁財天水鴎）
- Love Split ～5番目の季節～（2003年、今川樹里）
- はじよめ（2003年、木下結花）
- 少年達の病棟 Full Voice Version（2004年、矢橋慎吾[2]）
- おね～さん DAY BY DAY（2004年、有田悠子[3]）

### 一般向ゲーム
- 夏色小町【一日千夏】（2003年、柊なぎさ）

## ディスコグラフィ

### 歌手参加楽曲
| 発売日 | 商品名 | 歌         | 楽曲                   | 備考                                                        |
| ------ | ------ | ---------- | ---------------------- | ----------------------------------------------------------- |
| 2003年 |        | 水城ありさ | 「こみっくアイランド」 | PCゲーム『雨のち晴れのち こみっくアイランド』イメージソング |